# 原城
原城（はらじょう・はるのじょう）は、長崎県南島原市南有馬町乙にあった日本の城。国の史跡。別名、春城、志自岐原城、日暮城、有馬城。2018年6月30日に世界遺産登録が決まった長崎と天草地方の潜伏キリシタン関連遺産の構成遺産である。
原城跡は2009年に認定された「島原半島ジオパーク」の主要なジオポイントの一つとして位置付けられている。

## 沿革
島原半島の南部に位置し、明応5年（1496年）、日野江城の支城として有馬貴純によって、有明海に張り出した丘陵に築かれた。
16世紀末期に文禄・慶長の役で朝鮮半島の倭城や肥前名護屋城の知識を得た有馬晴信によって居城として整備された。この時の改修工事によって瓦葺きの屋根を持った織豊系城郭として生まれ変わり、本の丸、二の丸、三の丸、天草丸、出丸などが築かれた。現在残る石垣や枡形(ますがた)、本丸天守台はこの改修時のものである。城の完成後には日野江城が隠居城として使われる予定であった。
原城本丸大手門跡からは2004年（平成16年）の調査で8個の巨大礎石などが発見されており、当時最先端だった近畿地方の築城技術が用いられていたと考えられている。
原城は近世城郭として整備されたにもかかわらず、本拠の移転は沙汰止みとなる。
有馬氏が日向国延岡城に転封となった後の、元和2年（1616年）に松倉重政が日野江城に入城するが、一国一城令の影響もあり不便な日野江城を放棄し島原城を築城した。この際に原城も廃城となり、石垣や構築物も転用されたとされるが実際には石垣や多くの建築物が残されたと推測される。
寛永14年（1637年）から寛永15年（1638年）にかけての島原の乱では一揆勢が廃城になっていた原城に立てこもり決戦の地になった。島原の乱の後、幕府は原城跡に残存する石塁などの破却を行っている。原城の有明海側には抜け穴跡があり、1963年（昭和38年）の豪雨で陥没した後に郷土史家らによって調査されたが、この抜け穴は原城築城の際に造られたものか島原の乱の際に掘られたものかは分かっていない。
1938年（昭和13年）、原城跡は国の史跡に指定された。発掘調査の際には、惨殺された一揆軍の遺骨や鉛の弾丸、クルスの他、万人坑が出土している。本丸には天草四郎の居館とされる遺構も見つかっている。
2017年（平成29年）4月6日、続日本100名城（188番）に選定された。

## 島原の乱
元和の一国一城令で廃城となった原城で、寛永14年（1637年）に「島原の乱」が勃発した。島原藩主の松倉重政・勝家父子は島原城建設による出費などの財政逼迫により苛政を敷き、また、過酷なキリシタン弾圧を行ったことにより農民一揆を引き起こした。この一揆は島原半島のみならず天草にも飛び火し、島原城・富岡城が襲撃された。しかし、攻城はうまく行かず、やがて一揆の群衆は天草の一揆群衆と合流、廃城となっていた原城に約3万7千人が立て籠もった。
そこで小西行長の家臣の子孫といわれる天草四郎を総大将とし、組織立った籠城戦を展開して幕府軍と戦闘を繰り広げた。
慶長9年（1604年）に主要部の竣工が行われた際に、原城はキリスト教による祝別を受けており（『1604年度日本準管区年報』）、キリストによって祝別された原城は、キリシタンの人々にとって強固な軍事施設であるとともに籠城するのに相応しい城であったといえる。
このとき一揆勢は新たに堀や土塁などを設けている。
- 空堀 - 一揆勢は本丸大手前に空堀を掘り、蓮池とともに本丸を「島」のようにして籠城していた[4]。
- 本丸門跡 - 本丸の最奥部には本丸門跡の遺構があり、絵図「原城諸手仕寄之図」や「細川忠利書状」によると「四郎家」と呼ばれる天草四郎が一揆の際に最後の居場所となった居宅があったとされる[4]。

一揆軍の3ヶ月に及ぶ籠城には水利はあったものの兵站の補給もなく、弾薬・兵糧が尽き果ててきた。対する幕府軍は1千人の戦死者を出しながらも新手を投入し、ついに寛永15年2月27日から28日（1638年4月11日から12日）にかけての総攻撃で一揆軍を全滅させた。幕府軍の記録によると、一揆軍の中で幕府軍に内通していた山田右衛門作だけが助命され、その他は老人や女子供に至るまで一人残らず皆殺しにされたという。幕府軍の総大将であった松平信綱の子・松平輝綱（武蔵川越藩の第2代藩主）は、『島原天草日記』の中においてこの時の様子を「（前略）剰つさえ童女の輩に至りては、喜びて斬罪を蒙むりて死なんとす、是れ平生人心の致すところに非らず、彼宗門に浸々のゆえ也」と記し、一揆軍は殉教を重んずるキリシタンの信仰ゆえに全員が喜んで死を受け入れたとする旨を語っている。ただし、幕府軍は総攻撃を行う前に、キリシタンでなく強制的に一揆に参加させられた者は助命する旨を一揆軍に伝えており、これに応えて1万人以上が投降して生き延びたとする説もある。
幕府軍は乱の終結後、再び一揆の拠点として使用されることのないよう原城を徹底的に破壊し、虐殺された一揆軍3万7千人の遺体は廃墟となった原城の敷地内にまとめて埋められた。その一方で、島原藩主の松倉勝家は苛政により乱を引き起こした責任から、罪人として、大名としては前例のない斬首に処せられた。
なお、明和3年（1766年）7月15日、願心寺の注誉証人と村の庄屋らが、敵味方の区別なく死者を供養するため原城跡に地蔵尊塔の「ほねかみ地蔵」を建立した。

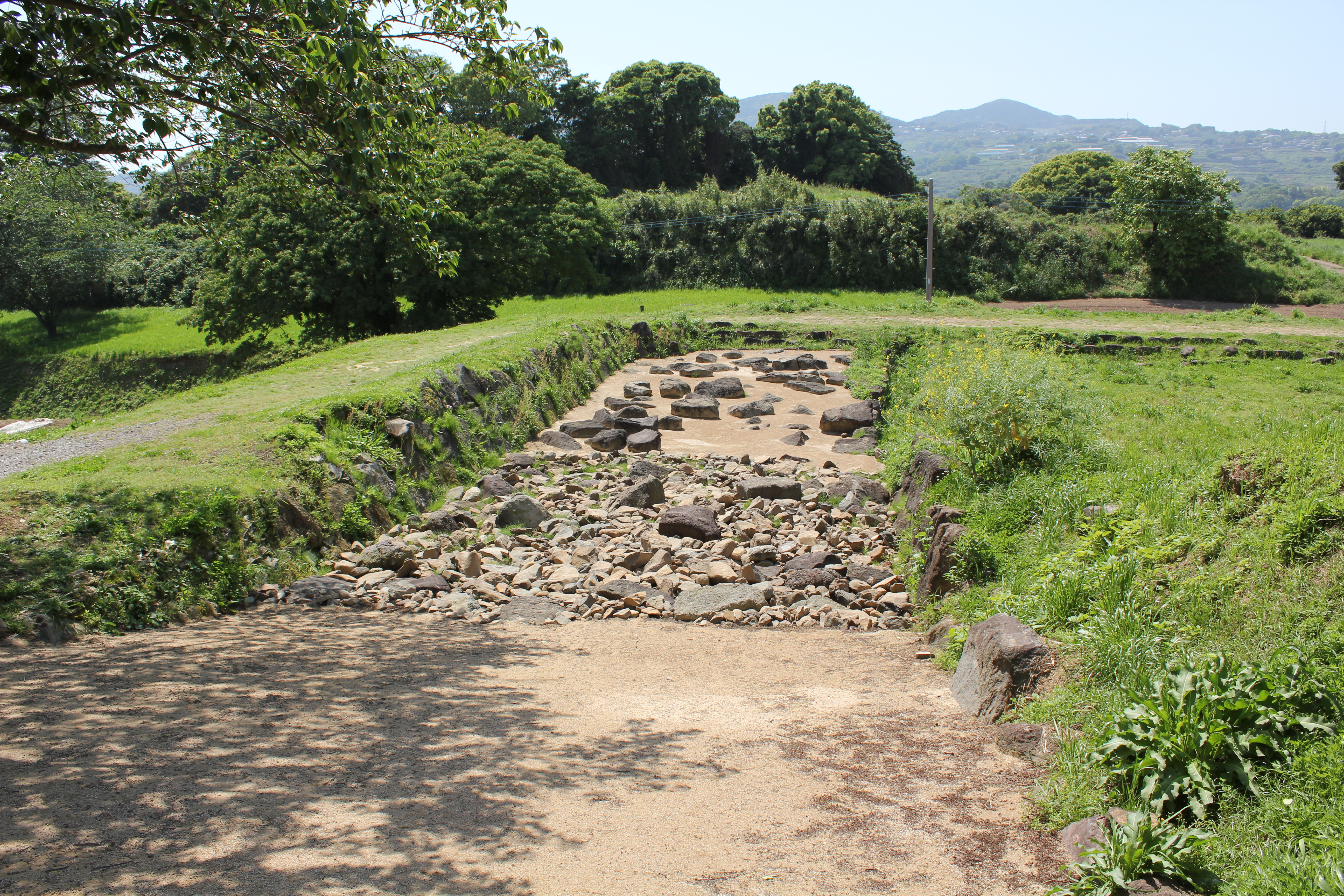
原城虎口遺構（長崎県南島原市）

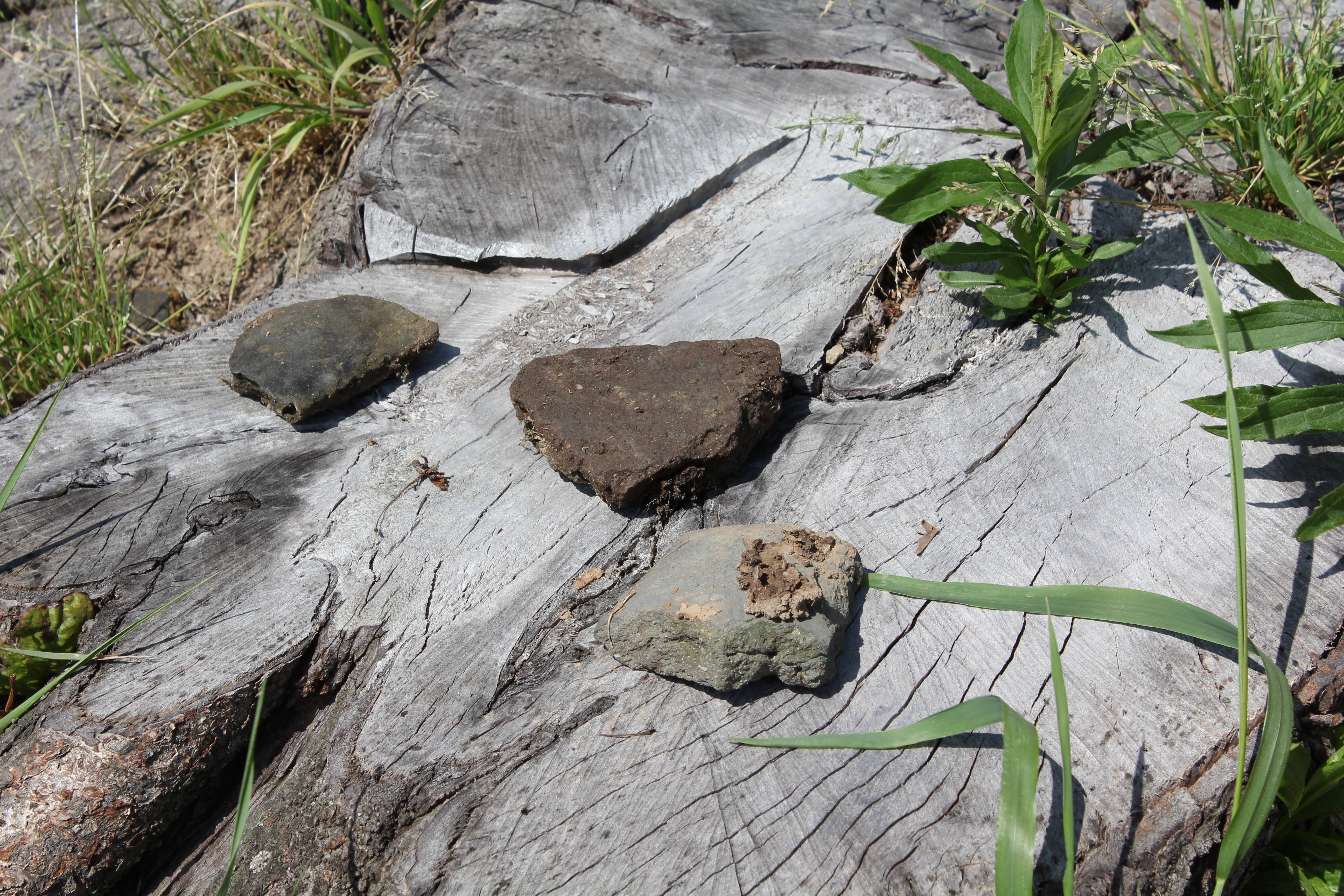
原城瓦片（長崎県南島原市）

## 発掘調査
原城跡の発掘調査は、1977年(昭和52年)策定の「管理保存計画」に基づく保存環境整備事業の一環として、1992年(平成4年)度から本丸地区を中心に毎年実施された。破壊された城の残骸の中に大量の人骨が発見された。人骨と同時に当時の十字架やメダル、ロザリオ等も発見された。
2000年（平成12年）の調査では、国内最大級となる虎口遺構が確認された。虎口の空間は南北90メートル（以降m）、東西80mのほぼ正方形であった。発掘当初の予想を越える規模であり、全国的に見ても最大級の虎口となる。 
また、城内の主通路には玉砂利が敷かれていることも確認された。
2004年（平成16年）からの調査では、当時のキリスト教関係施設に使用されていた花十字紋瓦の破片も発見されている。キリシタン大名が所有していた城郭からの初めての出土となった。
本丸西側からは立て籠もった一揆軍が使用したと推測される竪穴建物跡群が検出された。一辺が約2-3ｍを測る方形の竪穴建物跡で、床面は焼けており、中からは多くの陶磁器や瓦、人骨などが出土した。竪穴建物跡群は規格性があり、同一集落を基本とした家族単位で使用したと考えられている。さらに冬場の籠城であるにもかかわらず、竪穴建物では、個別に炉やカマドといった暖房や煮炊きにかかわる遺物や遺構の痕跡が見つかっていない。それらのことから、籠城中に失火で火災を起こさないようにした大名軍勢並みの軍規の存在を物語るといえる。
検出した石垣は、慶長年間前期の豊臣系城郭の影響を色濃く受けていた。石材の大きさは長軸が80-120cm前後になるデイサイトを主体的に用い、裏込め石には主に玄武岩の礫が使用されている。石垣の傾斜角度は56-65度を測る緩やかな勾配を取っており、それぞれの石材の角度調整を行いながら高石垣の構築を志向する傾向が現れている。本丸石垣の隅角部の角石には割面石を用いており、「矢」痕跡を残す割面石が相当数混在している。
これらの調査結果から、当時の原城は廃城とはなっていたものの、石垣や城門、櫓等の防御施設が存在しており、現在の姿となったのは、島原の乱後の破却によるものと指摘されている。

## イベント
1998年10月、島原の乱・原城落城360年にあたりシンポジウム「原城発掘　－西海の王土から殉教の舞台へ－」が開催された。会場の南有馬町勤労者体育センターに来会者600名以上が集まった。10月17日、18日の予定だったが台風接近により17日は中止となり18日のみ実施された。17日は、「研修会」として実施された。
2025年4月、原城本丸において原城一揆まつり実行委員会による「原城一揆まつり」が開催される。慰霊祭をはじめ様々なイベントが開催される。

## 交通
島鉄バス 原城前バス停から徒歩15分